# آنه‌فلده
آنه‌فلده (به هلندی: Anevelde) یک منطقهٔ مسکونی در هلند است که در Hardenberg واقع شده‌است.